# Castelo Branco
Castelo Branco je okresní město ve středním Portugalsku. V roce 2021 mělo přes 34 tisíc obyvatel.

## Poloha
Leží v regionu Centro v provincii Beira Baixa, asi 230 km od Lisabonu. Je centrem městské oblasti s 19 připojenými obcemi a 54 600 obyvateli.
Stará část města se rozkládá na severovýchodním svahu skalnatého výběžku a v průběhu staletí se rozvinula na východ a jih. Dominuje jí zřícenina hradu templářů a  park starého biskupského paláce (Jardim do Paço), známý sochami svatých králů a astrologických znamení. 
Sousedními městy jsou: na severu Fundão, na východě Idanha-a-Nova, na jihozápad Vila Velha de Ródão, na západ Proença-a-Nova a Oleiros.

## Doprava
Elektrifikace železniční tratě a výstavba dálnice A 23 přiblížily dříve vcelku izolované město o něco málo hlavnímu městu.

## Název a historie
Sídlo bylo založeno jako pevnost v římské provincii Lusitania a nazváno Castra Leuca, od něj je odvozen jeho pozdější název. První písemná zpráva je z roku 1182, kdy šlechtic Fernandes Sanches obec pod názvem Villa Franca da Cardosa daroval rytířům řádu templářů. Současný název se objevil v letech 1213 a 1215, kdy templáři postavili hrad s opevněním a papež jejich sídlo přijal pod ochranu. V roce 1510 potvrdil král Manuel I. Portugalský obci samostatnost a v roce 1642 sídlo získalo status Vila de Castelo Branco. Prosperita města plynula z řemesel i obchodu, jímž se zabývala silná komunita židovská.
V roce 1771 bylo Castelo Branco oficiálně povýšeno na město a stalo se sídlem biskupství. V roce 1858 byl zaveden telegraf a v roce 1860 první veřejné osvětlení.
V roce 1959 se Castelo Branco stalo hlavním městem stejnojmenného okresu. V roce 1982 byla otevřena vysoká škola: Polytechnický institut. 

## Ekonomika
Sídlí zde několik průmyslových podniků: továrna na průmyslové chladiče a chladničky, portugalská pobočka firmy Danone zde vyrábí mléčné výrobky pro celý Pyrenejský poloostrov. Je také známá sýrem Castelo Branco. Delphi Packard vyrábí komponenty do automobilů značky Ferrari a dalších, je hlavním zaměstnavatelem zdejších obyvatel.

## Památky
- Hrad řádu templářů - ruiny opevnění s obytnou věží
- Sé - katedrála Archanděla Michaela - raně barokní dvouvěžová jednolodní stavba s výklenkovými kaplemi a valenou klenbou; biskupský sídelní chrám spojené diecéze Portalegre-Castelo Branco, v roce 2021 prohlášena národní památkou Portugalska
- Biskupský palác (nyní regionální muzeum Francisca Tavarése) s barokní zahradou a množstvím soch svatých králů, apoštolů a andělů.
- Kostel Utrpení Páně (Igreja del Misericordia), renesanční ze 16. století, původně zasvěcen sv. Antonínu, při klášteře františkánů
- Kostel Panny Marie v Mercoles (připojené obci), asi 3 km od centra města, románsko-gotickou stavbu  založili templáři již koncem v 12. století, obvodové zdivo a portál jsou původní.
- Městská knihovna - sídlí v renesančním paláci
- Hodinová věž
- Krucifix na sloupu, z počátku 16. století

## Slavní rodáci
- Amatus Lusitanus, také Johannes Rodericus (1511-1568), renesanční lékař a humanista židovského původu, zdejší rodák
- Afonso de Paiva (1460-1490), první z portugalských mořeplavců, který se vydal obeplout Afriku, ale zemřel cestou v Adenu.
- António Ramalho Eanes, (* 1935), voják a politik, bývalý portugalský prezident

## Galerie

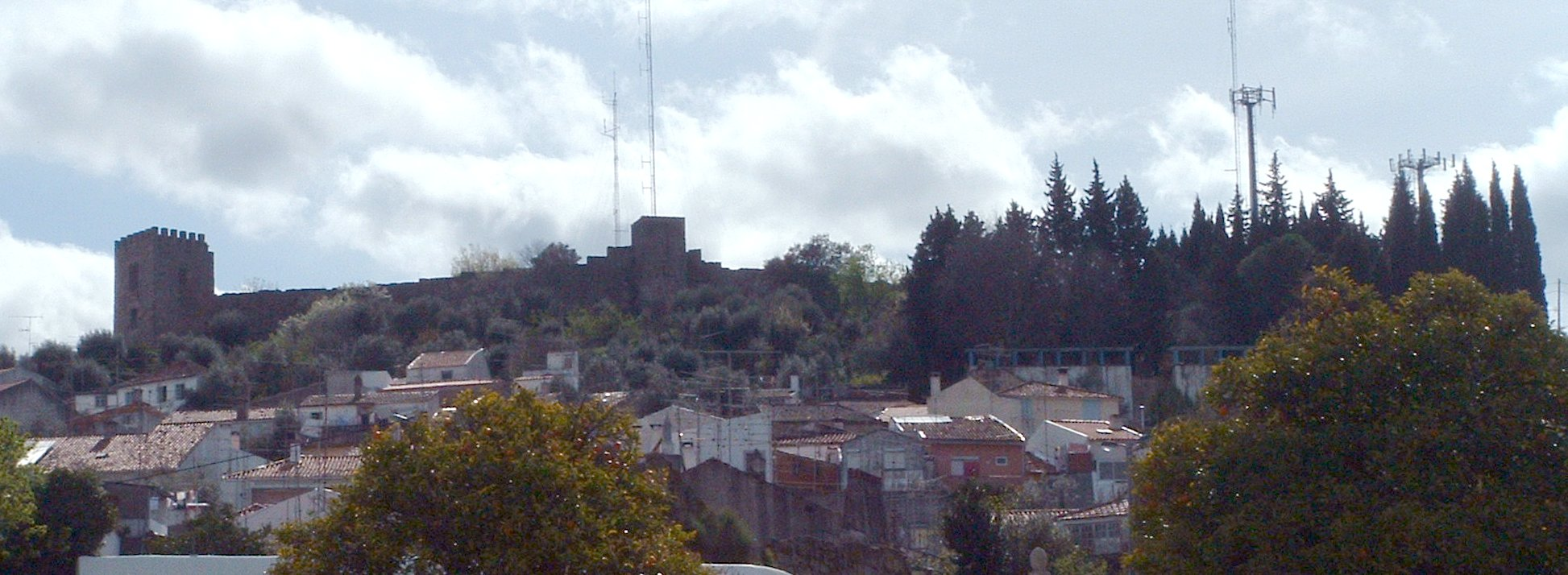
Hrad
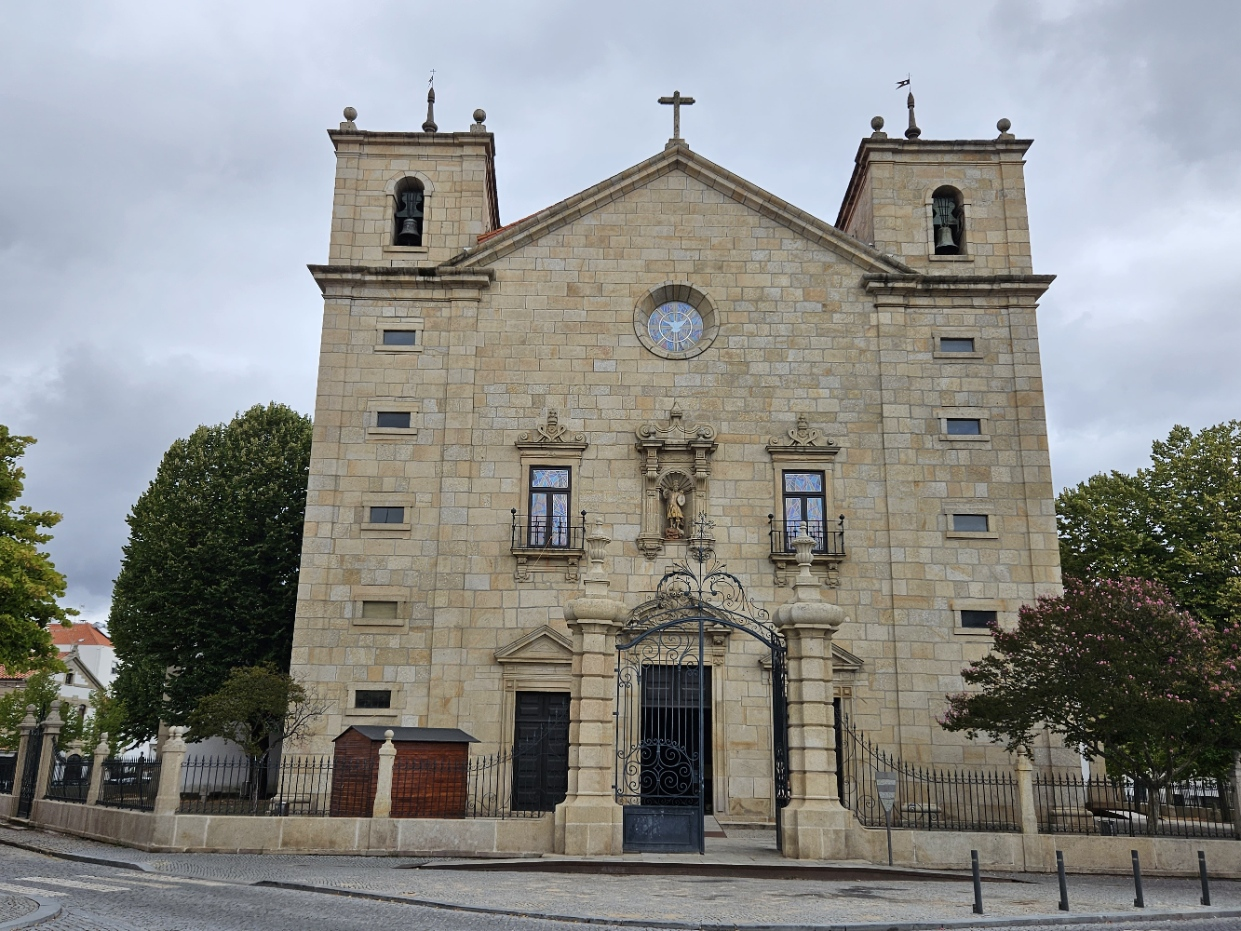
Sé - katedrála
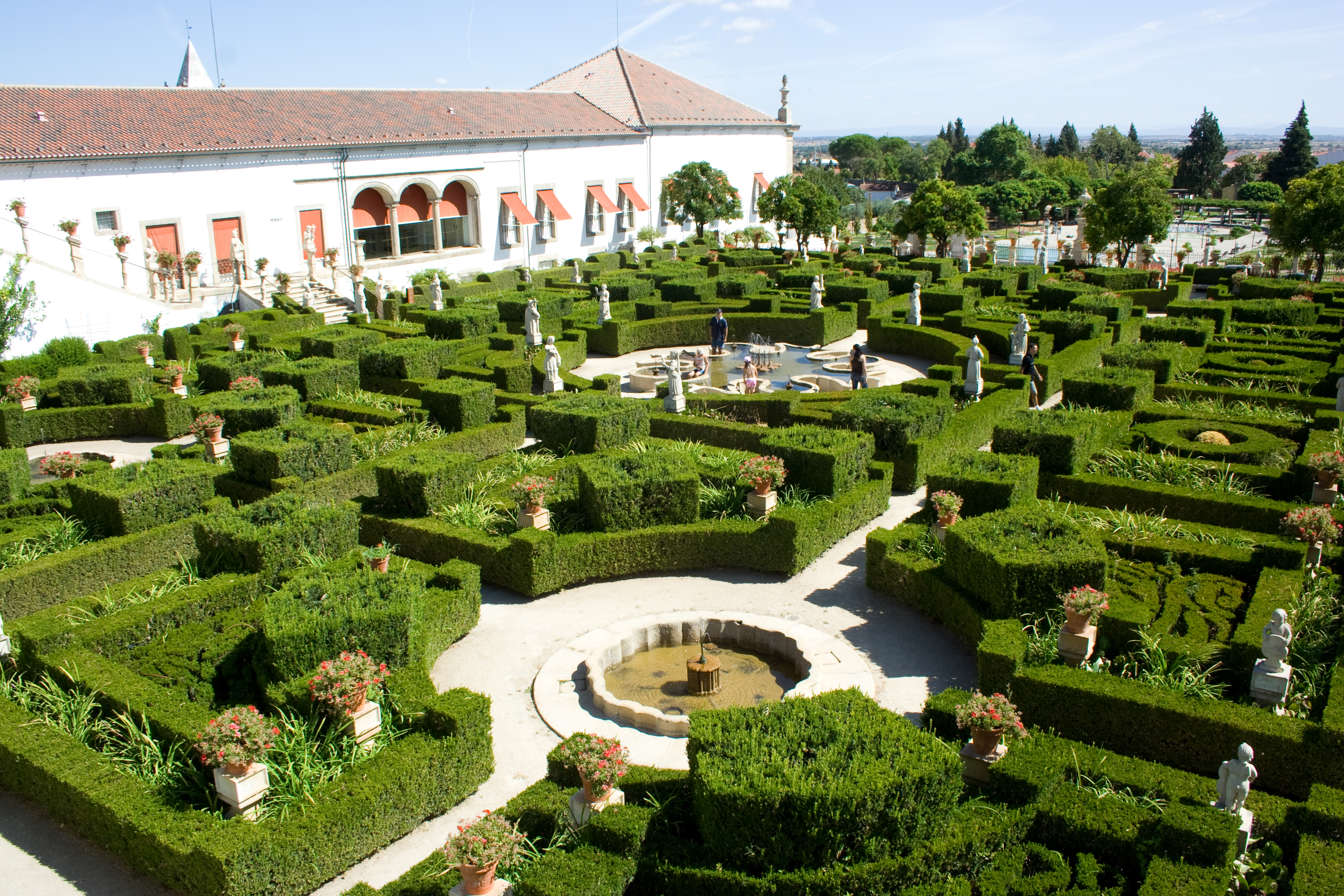
Biskupský palác se zahradou
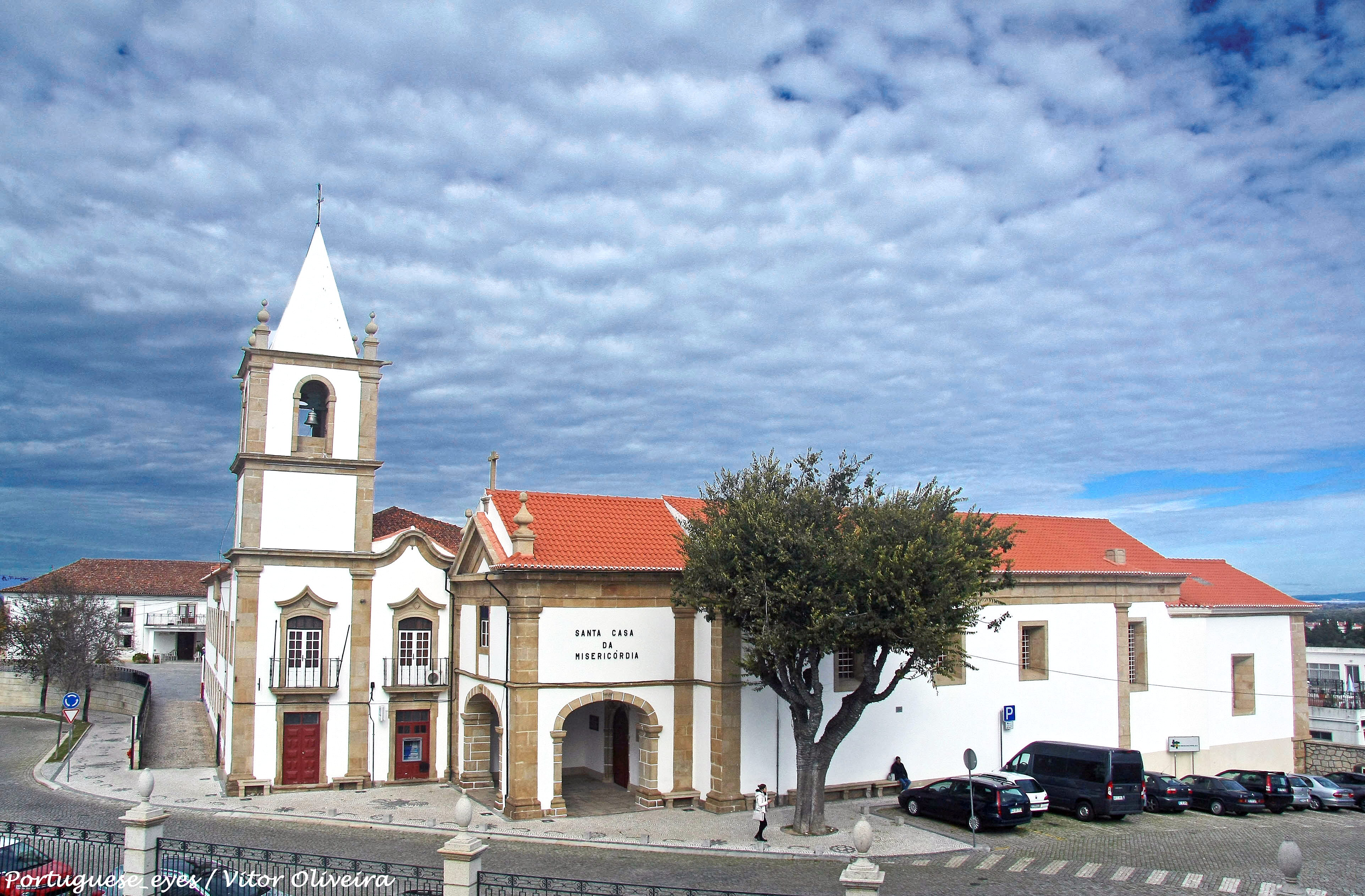
Kostel Utrpení Krista
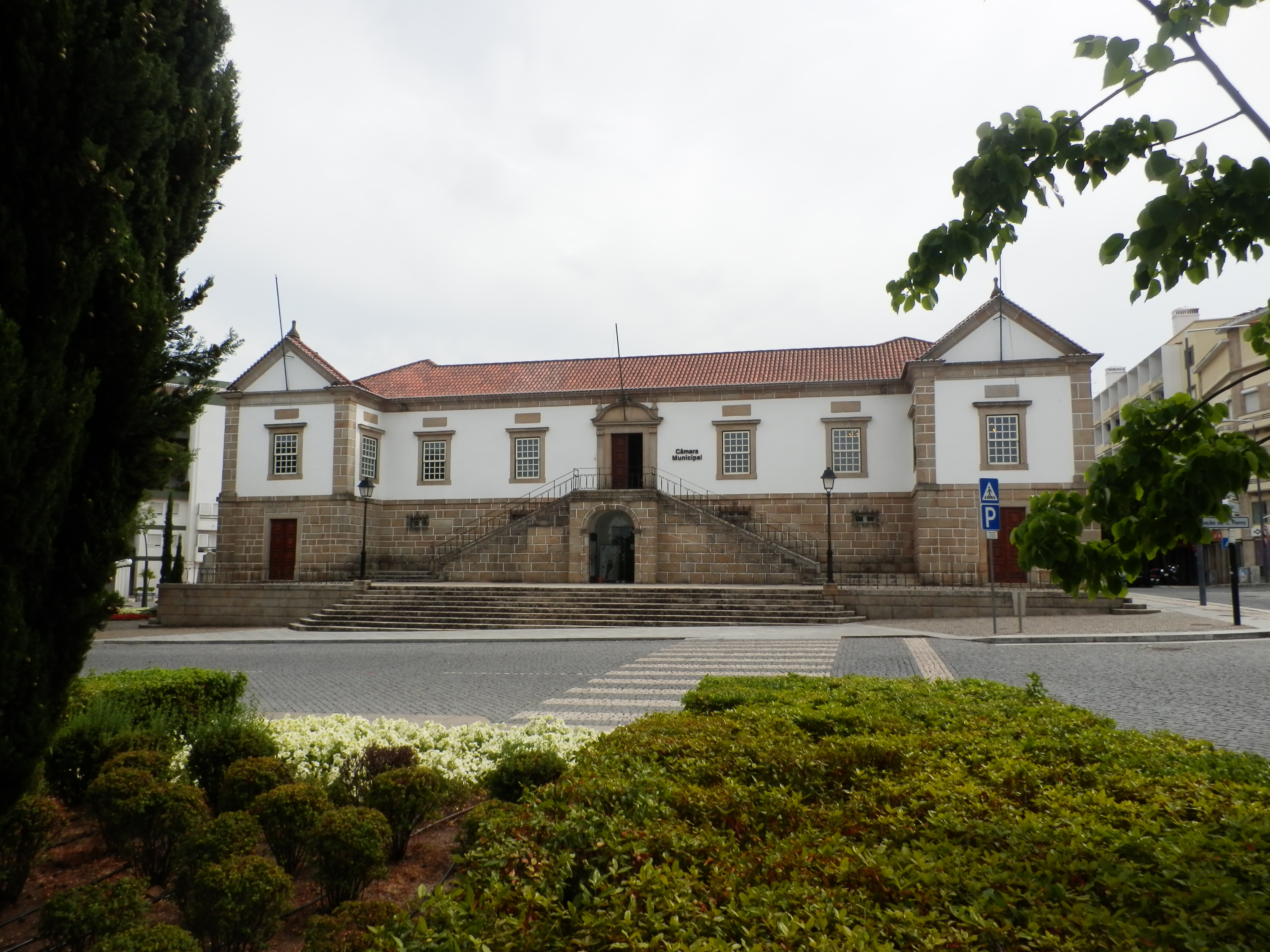
Radnice
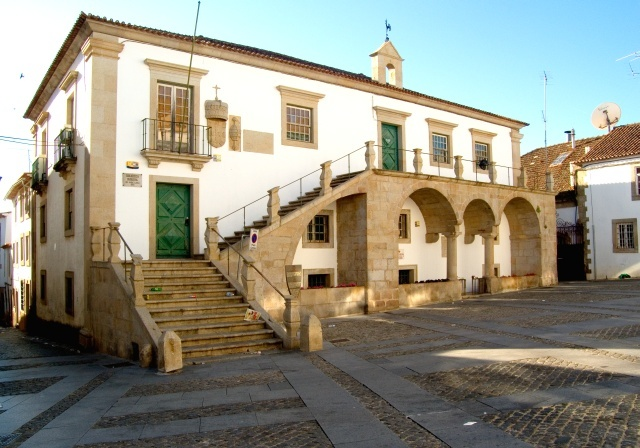
Renesanční palác, městská knihovna
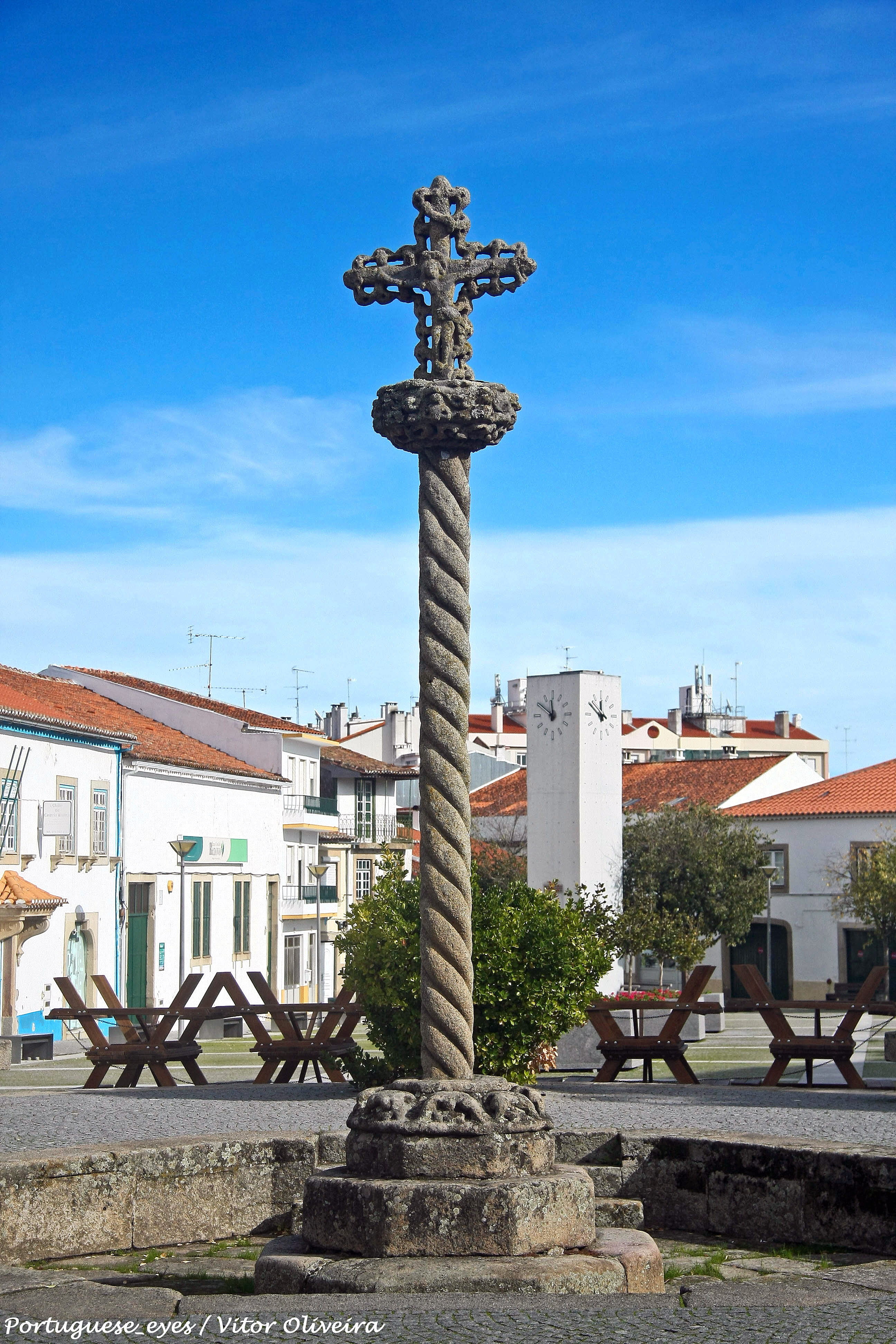
Krucifix
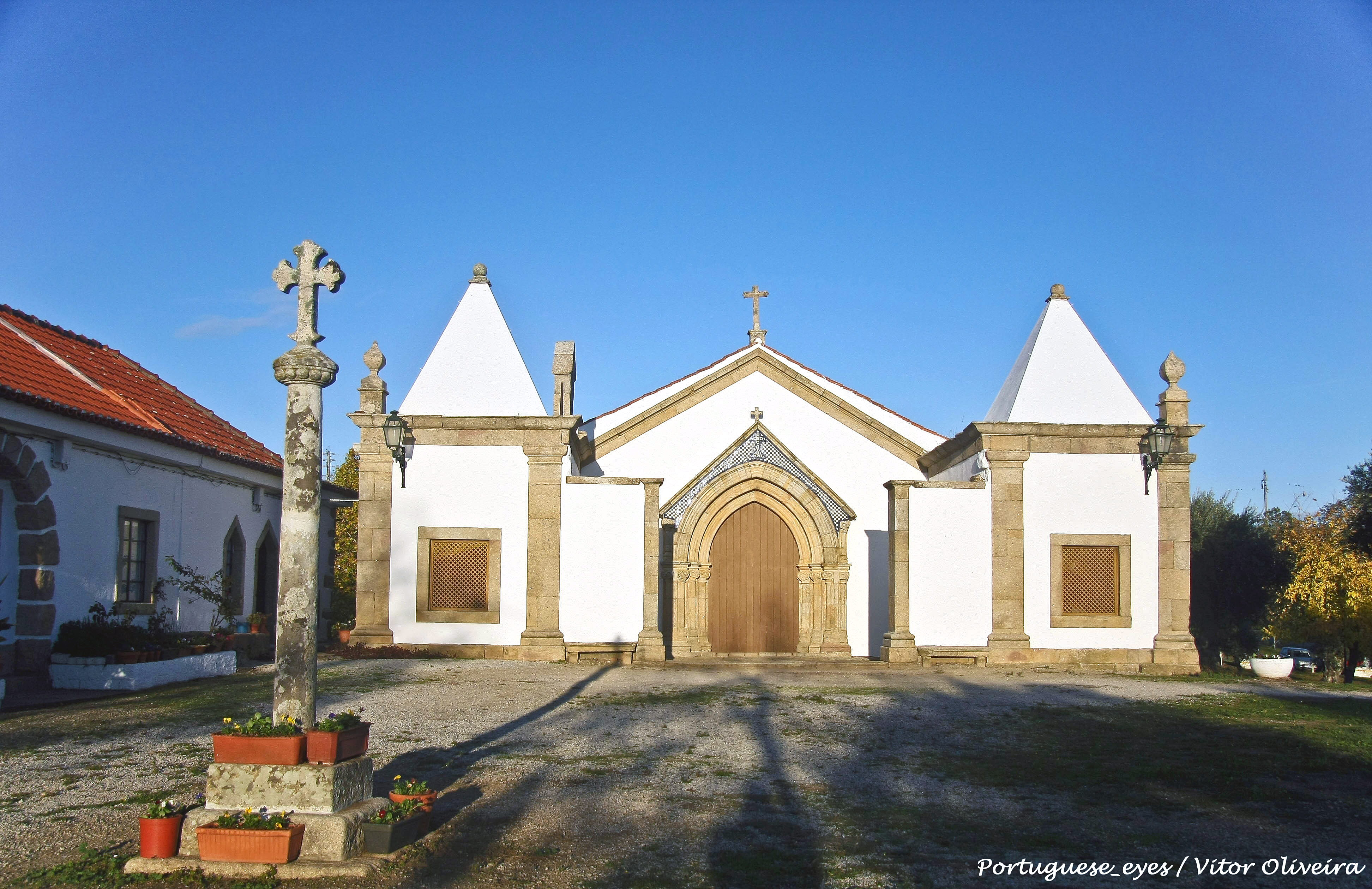
Kostel Panny Marie v Mercoles